# Ocrepeira abiseo
Ocrepeira abiseo là một loài nhện trong họ Araneidae.
Loài này thuộc chi Ocrepeira. Ocrepeira abiseo được Herbert Walter Levi miêu tả năm 1993.